# Жорж Вюйєм'є
Жорж Вюйєм'є (нім. Georges Vuilleumier, 21 вересня 1944, Трамелан — 29 липня 1988) — швейцарський футболіст, що грав на позиції нападника. Виступав, зокрема, за клуби «Ла Шо-де-Фон» та «Лозанна», а також національну збірну Швейцарії.

## Клубна кар'єра
У дорослому футболі дебютував виступами за команду «Ла Шо-де-Фон». У сезоні 1962/63 років дебютував за команду у вищому дивізіоні чемпіонату Швейцарії та виступав у ньому до завершення сезону 1965/66 років. У сезоні 1963/64 років разом з «Ла Шо-де-Фон» виграв чемпіонат Швейцарії. 
У 1966 році перейшов до «Лозанни», до складу якого приєднався 1966 року. Відіграв за швейцарську команду наступні одинадцять сезонів своєї ігрової кар'єри. У 1977 році перебрався у «Фрібур», де виступав до завершення сезону.
Завершив ігрову кар'єру у команді «Ла Шо-де-Фон», у складі якої вже виступав раніше. Повернувся до неї 1978 року, захищав її кольори до припинення виступів на професійному рівні у 1979.

## Виступи за збірну
4 листопада 1964 року дебютував у складі національної збірної Швейцарії в програному (0:2) товариському матчі проти Угорщини в Берні.
У складі збірної поїхав на чемпіонат світу 1966 року в Англії, але на турнірі залишався запасним гравцем і не зіграв жодного матчу. Загалом протягом кар'єри у національній команді, яка тривала 10 років, провів у її формі 19 матчів, забивши 2 голи. Востаннє футболку національної команди одягав 18 листопада 1973 року в програному (0:2) виїзному поєдинку проти Туреччини в Ізмірі.
Помер 29 липня 1988 року на 44-му році життя.